# Agdistopis griveaudi
Agdistopis griveaudi är en fjärilsart som beskrevs av Christian Gibeaux 1994. Agdistopis griveaudi ingår i släktet Agdistopis och familjen fjädermott. Inga underarter finns listade i Catalogue of Life.